# KWord
KWord és un processador de textos lliure llicenciat sota la LGPL que forma part del projecte KOffice del KDE.
Tot i el nom, KWord no significa simplement un clon de Microsoft Word. Tot i que s'espera que en un futur KWord tingui la majoria de característiques del Word, en alguns aspectes importants és diferent a aquest. L'esquema de la disposició de texts es basa en marcs, de forma similar a l'Adobe FrameMaker. Aquests marcs es poden ubicar a qualsevol part de la pàgina i poden incorporar text, gràfics i objectes incrustats. Cada nova pàgina és un nou marc; però el text pot sobrepassar la capacitat del KWord per unir marcs. L'ús de marcs significa que complicades capes gràfiques es poden emmagatzemar relativament fàcil al KWord.

## Història
KWord va ser creat com a part del projecte KOffice el 1998, usant les diverses idees de FrameMaker, com l'aproximació als marcs. L'autor inicial va confessar que l'aplicació i el codi no eren una cosa petita i que era la seva primera aplicació orientada a objectes.
L'any 2000 el KWord va entrar en un estat en què era molt difícil arreglar els problemes i no hi havia ningú treballant-hi. No hi va haver cap llançament en tot aquest temps. Aquest mateix any, un nou mantenidor va començar a treballar amb l'aplicació, treballant-hi tot l'any 2000 i principis del 2001 en corregir els problemes de l'estructura de l'aplicació.
Moltes aplicacions DTP utilitzen marcs, com fa el Kword; però aquestes aplicacions PAO usen un concepte anomenat pàgines mestres que coincideixen el poder a l'usuari per dissenyar l'estructura del document. Desafortunadament, aquest concepte té un gran preu en la usabilitat, ja que la majoria d'usuaris no entenen el concepte latent darrere de les pàgines mestres.
Els desenvolupadors de KWord van dissenyar els marcs perquè fossin una variant usable de les pàgines mestres, amb una intel·ligent còpia dels marcs i la seva posició quan es creen, per exemple, quan hi ha massa text per una pàgina.